# Filippo di Sassonia-Merseburg-Lauchstädt
Filippo di Sassonia-Merseburg (Merseburg, 26 ottobre 1657 – Fleurus, 1º luglio 1690) fu un membro della dinastia  Wettin e duca di Sassonia-Merseburg-Lauchstädt dal 1691 fino alla morte nel 1690.

## Biografia
Era figlio di Cristiano I di Sassonia-Merseburg e di Cristiana di Schleswig-Holstein-Sonderburg-Glücksburg.
Per dare una fonte di sostentamento ai tre figli minori, il duca Cristiano lasciò loro in testamento alcuni piccoli territori della Sassonia-Merseburg. Filippo ricevette la città di Lauchstädt e i territori limitrofi.

## Matrimonio e figli
Sposò a Weimar il 9 luglio 1684 la principessa Eleonora Sofia di Sassonia-Weimar, figlia di Giovanni Ernesto II di Sassonia-Weimar, dalla quale ebbe due figli:
- Giovanni Guglielmo (Lauchstädt, 27 gennaio 1687-Merseburg, 21 giugno 1687);
- Cristiana Ernestina (Merseburg, 16 settembre 1685-Merseburg, 20 giugno 1689).

Rimasto vedovo nel 1687, contrasse un secondo matrimonio con Luisa Elisabetta di Württemberg-Oels, figlia di Cristiano Ulrico I di Württemberg-Oels, che sposò a Bernstadt il 17 agosto 1688. Dalla seconda moglie ebbe un altro figlio:
- Cristiano Luigi (Merseburg, 21 luglio 1689-Merseburg, 6 giugno 1690).

## Ascendenza
|                                                           |                                               |                                        | Genitori                                       |  |  | Nonni |  |  | Bisnonni                                   |  |  | Trisnonni                             |  |
|                                                           |                                               |                                        |                                                |  |  |       |  |  | Christian I, principe elettore di Sassonia |  |  | August, principe elettore di Sassonia |  |
|                                                           |                                               |                                        |                                                |  |  |       |  |  | Christian I, principe elettore di Sassonia |  |  | August, principe elettore di Sassonia |  |
|                                                           |                                               | Anna af Danmark                        |                                                |  |  |       |  |  | Christian I, principe elettore di Sassonia |  |  |                                       |  |
| Johann Georg I, principe elettore di Sassonia             |                                               |                                        |                                                |  |  |       |  |  | Christian I, principe elettore di Sassonia |  |  |                                       |  |
|                                                           |                                               | Sophie von Brandenburg                 | Johann Georg, principe elettore di Brandeburgo |  |  |       |  |  |                                            |  |  |                                       |  |
|                                                           |                                               | Sophie von Brandenburg                 | Johann Georg, principe elettore di Brandeburgo |  |  |       |  |  |                                            |  |  |                                       |  |
|                                                           |                                               | Sophie von Brandenburg                 | Sabina von Brandenburg-Ansbach                 |  |  |       |  |  |                                            |  |  |                                       |  |
| Christian I, duca di Sassonia-Merseburg                   |                                               | Sophie von Brandenburg                 |                                                |  |  |       |  |  |                                            |  |  |                                       |  |
|                                                           |                                               | Albrecht Friedrich, duca di Prussia    | Albrecht I, duca di Prussia                    |  |  |       |  |  |                                            |  |  |                                       |  |
|                                                           |                                               | Albrecht Friedrich, duca di Prussia    | Albrecht I, duca di Prussia                    |  |  |       |  |  |                                            |  |  |                                       |  |
|                                                           |                                               | Albrecht Friedrich, duca di Prussia    | Anna Maria von Braunschweig-Lüneburg           |  |  |       |  |  |                                            |  |  |                                       |  |
| Magdalena Sibylle von Preußen                             |                                               | Albrecht Friedrich, duca di Prussia    |                                                |  |  |       |  |  |                                            |  |  |                                       |  |
|                                                           |                                               | Marie Eleonore von Jülich-Kleve-Berg   | Wilhelm, duca di Jülich-Kleve-Berg             |  |  |       |  |  |                                            |  |  |                                       |  |
|                                                           |                                               | Marie Eleonore von Jülich-Kleve-Berg   | Wilhelm, duca di Jülich-Kleve-Berg             |  |  |       |  |  |                                            |  |  |                                       |  |
|                                                           |                                               | Marie Eleonore von Jülich-Kleve-Berg   | Maria von Österreich                           |  |  |       |  |  |                                            |  |  |                                       |  |
| Philipp, duca di Sassonia-Merseburg-Lauchstädt            |                                               | Marie Eleonore von Jülich-Kleve-Berg   |                                                |  |  |       |  |  |                                            |  |  |                                       |  |
|                                                           | Johann, duca di Schleswig-Holstein-Sonderburg | Christian III, re di Danimarca         |                                                |  |  |       |  |  |                                            |  |  |                                       |  |
|                                                           | Johann, duca di Schleswig-Holstein-Sonderburg | Christian III, re di Danimarca         |                                                |  |  |       |  |  |                                            |  |  |                                       |  |
|                                                           | Johann, duca di Schleswig-Holstein-Sonderburg | Dorothea von Sachsen-Lauenburg         |                                                |  |  |       |  |  |                                            |  |  |                                       |  |
| Philipp, duca di Schleswig-Holstein-Sonderburg-Glücksburg | Johann, duca di Schleswig-Holstein-Sonderburg |                                        |                                                |  |  |       |  |  |                                            |  |  |                                       |  |
|                                                           |                                               | Elisabeth von Braunschweig-Grubenhagen | Ernst III, principe di Brunswick-Grübenhagen   |  |  |       |  |  |                                            |  |  |                                       |  |
|                                                           |                                               | Elisabeth von Braunschweig-Grubenhagen | Ernst III, principe di Brunswick-Grübenhagen   |  |  |       |  |  |                                            |  |  |                                       |  |
|                                                           |                                               | Elisabeth von Braunschweig-Grubenhagen | Margarethe von Pommern-Wolgast                 |  |  |       |  |  |                                            |  |  |                                       |  |
| Christiana von Schleswig-Holstein-Sonderburg-Glücksburg   |                                               | Elisabeth von Braunschweig-Grubenhagen |                                                |  |  |       |  |  |                                            |  |  |                                       |  |
|                                                           |                                               | Franz II, duca di Sassonia-Lauenburg   | Franz I, duca di Sassonia-Lauenburg            |  |  |       |  |  |                                            |  |  |                                       |  |
|                                                           |                                               | Franz II, duca di Sassonia-Lauenburg   | Franz I, duca di Sassonia-Lauenburg            |  |  |       |  |  |                                            |  |  |                                       |  |
|                                                           |                                               | Franz II, duca di Sassonia-Lauenburg   | Sibylle von Sachsen                            |  |  |       |  |  |                                            |  |  |                                       |  |
| Sophie Hedwig von Sachsen-Lauenburg                       |                                               | Franz II, duca di Sassonia-Lauenburg   |                                                |  |  |       |  |  |                                            |  |  |                                       |  |
|                                                           |                                               | Maria von Braunschweig-Wolfenbüttel    | Julius, principe di Brunswick-Wolfenbüttel     |  |  |       |  |  |                                            |  |  |                                       |  |
|                                                           |                                               | Maria von Braunschweig-Wolfenbüttel    | Julius, principe di Brunswick-Wolfenbüttel     |  |  |       |  |  |                                            |  |  |                                       |  |
|                                                           |                                               | Maria von Braunschweig-Wolfenbüttel    | Hedwig von Brandenburg                         |  |  |       |  |  |                                            |  |  |                                       |  |
|                                                           |                                               | Maria von Braunschweig-Wolfenbüttel    |                                                |  |  |       |  |  |                                            |  |  |                                       |  |